# Планта (завод)
Планта — производитель гранатометных выстрелов и артиллерийских мин и снарядов.
Входит в концерн «Технологии машиностроения» госкорпорации Ростех, Союз Машиностроителей России, Союз предприятий оборонных отраслей промышленности Свердловской области.

## История
10 сентября 1936 года - главным управлением промышленности вооружений и боеприпасов Народного комиссариата тяжелой промышленности СССР утверждено проектное задание на строительство снаряжательного завода №56. Также строился в целях производства взрывчатых веществ для горнодобывающей промышленности.
При заводе был построен посёлок Северный (ныне микрорайон Северный Дзержинского района).
10 сентября 1939 года - запуск первой очереди и выпуск первой партии 152-мм бетонобойных пушечных снарядов, ввод в эксплуатацию.
С 1939 года подчинялся Наркомату боеприпасов СССР, с 1945 года переподчинён Министерству общего машиностроения СССР.
К 1941 году освоен выпуск 7 номенклатур боеприпасов: 76-мм зенитных гранат; 86-мм зенитных гранат; 122-мм бетонобойных снарядов; 152-мм бетонобойных снарядов; 152-мм бронебойных снарядов; 107-мм мин и 130-мм фугасных снарядов.
В 1941 году принято оборудование из эвакуировавшихся заводов:
- производство по снаряжению ФАБ и мин (51 единиц оборудования и 452 человека) от Снаряжательного завода № 55 (Павлоград).[7] На начало 1942 года были развёрнутые мощности соответствовали ФАБ-100 — 240 000 , АО  — 3 000 000, мины  — 10 800 000 штук в год[8]
- производство по снаряжению снарядов мелкого калибра и АО (186 единиц оборудования и 121 человека) от Снаряжательного завода № 113 (Сельцо)[9]
- частично Завод № 522 (Ленинград)[10]
- частично производство по прессованию шашек мелкого и среднего калибра — 23 пресса Завода № 571 (Москва)[8]

С 20 августа 1941 года запущено снаряжение порохом реактивных снарядов М-8, позднее и М-13. Освоена заливка тротилом 37-мм и 45-мм снарядов к авиапушке. К концу 1941 года начато производство авиабомб АО-2,5, АО-10, АО-26. Запущено снаряжение 82-мм мин методом шнекования.
В 1943 году принята часть оборудования расформированного Завода № 602 НКБ (Саратов).
Во время ВОВ использовалась продукция Высокогорского механического завода (завод № 63), Уральского танкового завода № 183.
В 1945 году награждён Переходящим Красным Знаменем ГКО СССР. Знамя оставлено на вечное хранение коллективу.
Указом Президиума Верховного Совета СССР от 6 апреля 1945 года награждён орденом Красного Знамени.
В 1947 году заводу передана техдокументация по боеприпасам и химическому вооружению с законсервированного Завода № 635 (Пашино).
В 1964-1965 году производилось снаряжение: гранат ПГ-7, гранат ПГ-9Г, 122-мм снарядов, 130-мм гранат, турбореактивных снарядов М-14ОФ.
С 5 марта 1992 по 30 декабря 2011 года имело форму федерального государственного унитарного предприятия.
В 1990-х годах начато производство одноразовых РПГ-26 и РПГ-27, гранат повышенной дальности ПГ-29В и гранат повышенной мощности ГШГ-1, ТБГ-7В.
В 1993-1998 годах происходила конверсия военного производства. Начато производство мебели.
В 1999 году на выставке UralExpoArms-99 заключен экспортный контракт на 18 млн долларов.
С 2003 года производство комплектующих с обанкротившегося Высокогорского завода перешло Планте.
В 2009 году по гособоронзаказу утилизируемые боеприпасы перерабатывались в учебные.
В 2010 году по результатам проверки прокуратуры установлено, что выбросы в атмосферу содержат более 200 тонн загрязняющих веществ. Только в 2023 году был разработан проект санитарно-защитной зоны.
12 сентября 2011 - подписано соглашение с Новикомбанком.
В 2013-1015 годах по госконтракту на 437 млн. рублей производилась утилизация боеприпасов. Минобороны подало в суд на завод за недостаточные выплаты от реализации оставшегося металлолома.
В 2015 году В. Хараськин стал одним из лауреатов Премии Правительства РФ в области науки и техники «за комплект гранатометного вооружения нового поколения».
2018 Росприроднадзор отсудил у завода 7 млн за вред причиненный почвам. Превышение концентраций по содержанию свинца в почве превышало норму в 18 раз, цинка – в 28 раз,  ртути – в 1,4 раза.
В 2020 году на завод передана документация для начала производства термобарического гранатомета «Смесь».
С 2020 года завод трудоустраивает осужденных к принудительным работам для покрытия дефицита кадров.
В 2023 году завод улучшил механосборочное производство приняв участие в нацпроекте «Производительность труда».

## Производство
Военная продукция: выстрелы к гранатомётам, одноразовые гранатомёты. Участник выставки Russia Arms Expo. Осуществляет утилизацию гранатометных выстрелов типа ПГ-7В, ОГ-9В, ПГ-9В, ОГ-15В, ПГ-15В.
Гражданская продукция: абразивный и блочный пенополиуретан, отделочные материалы и фасадные и декоративные элементы, корпусная и мягкая мебель, стеклоизделия. Участник и лауреат региональных (Экспомебель-Урал) и международных выставок.

## Руководство
- полковник Иван Леонтьевич Климов (1941 - 1943)
- инженер-полковник Андрей Семенович Папушев (1943)
- Глеб Васильевич Румянцев (1955 - 1978[20])
- Владимир Сергеевич Серяков (1978 - ноябрь 1985[33])
- Хараськин Владимир Петрович (1985 - 2015[34])
- Князев Николай Иванович (05.08.2015 - н.в.)